# Molkābād
Molkābād (persiska: ملک آباد) är en ort i Iran.   Den ligger i provinsen Khorasan, i den nordöstra delen av landet, 700 km öster om huvudstaden Teheran. Molkābād ligger 1 306 meter över havet och antalet invånare är 1 161.
Terrängen runt Molkābād är platt åt sydost, men åt nordväst är den kuperad. Runt Molkābād är det ganska tätbefolkat, med 185 invånare per kvadratkilometer. Molkābād är det största samhället i trakten. Omgivningarna runt Molkābād är i huvudsak ett öppet busklandskap.